# Спиннер

Вращающийся спиннер

Спи́ннер, фи́джет-спиннер, вертушка, крутилка для рук (англ. fidget spinner, hand spinner) — развлекательная вращающаяся игрушка. В центре спиннера находится металлический или керамический подшипник, радиально расположены несколько лопастей/крыльев или утяжелителей. Игрушка изготавливается из различных материалов — латуни, нержавеющей стали, титана, меди или пластика. Материал и дизайн подшипников влияет на продолжительность вращения, тип производимых вибрации и шума, создавая сенсорную обратную связь.
Эксперты разделились в оценках пользы спиннера для здоровья: некоторые считают, что он может помочь в стрессовых ситуациях, выступая в роли успокоительного средства, другие отрицают эту возможность и считают, что игрушка скорее отвлекает, чем помогает сконцентрироваться.

## История
Прототипы спиннера известны очень давно, например, волчок.
Первоначально в СМИ, таких как The Guardian, The New York Times, New York Post, создание спиннера приписывалось Кэтрин Хеттингер, инженеру-химику по образованию. В интервью The New York Times она сказала, что идея для игрушки пришла ей после того, как она увидела в Израиле арабских мальчишек, бросающих камни в полицейских. В ответ на это ей захотелось создать успокаивающую игрушку, которая смогла бы помочь детям высвободить накопившуюся энергию и «способствовать достижению мира». Однако в интервью The Guardian она изложила другую версию— что игрушку создала для своей дочери, когда та страдала от миастении Эрба-Гольдфлама (аутоиммунное заболевание, которое вызывает синдром патологической мышечной утомляемости). Кэтрин не могла играть с дочкой, поэтому своими руками сделала для неё игрушку из газеты и липкой ленты. Игрушка затем приобрела некоторую известность, и Кэтрин начала её изготавливать на дому и продавать на художественных ярмарках во Флориде. 28 мая 1993 года Хеттингер подала патент на «крутящуюся игрушку», устройство круглой формы из мягкого пластика, с расширением (англ. dome) в центре для удержания пальцами и с ободом (англ. skirt). Она разослала прототип производителям игрушек, однако не имела успеха; так, например, компания Hasbro после анализа рынка отказалась от сделки. В конце концов срок действия на патент Хеттингер истёк в 2005 году, а в случае продления он бы истёк ещё в 2014.
В статье издания Bloomberg News оспаривается авторство Хеттингер, они приводят заключение двух патентных юристов, которые нашли мало сходства между нынешними фиджет-спиннерами и игрушкой, запатентованной Хеттингер. Сама Хеттингер это признаёт и не пытается доказать своё авторство, Bloomberg News приводит её слова:
Давайте просто скажем, что мне приписывают создание игрушки. Вы знаете, «Википедия приписывает» или ещё кто-то.
Кроме Хеттингер, подобную игрушку создал Скотт Маккоскери. В интервью NPR 4 мая 2017 года он рассказал, что в 2014 году изобрёл вращающееся устройство из металла, которое помогало бы ему справляться с волнением на встречах и телефонных конференциях по информационным технологиям. Затем от онлайн-сообщества к нему начали поступать заказы на изготовление устройства, которое он назвал Torqbar, и он начал продавать его. Вскоре после этого другие люди тоже начали создавать и продавать свои версии устройства. В 2016 году он со своим другом подал совместную заявку на его патент.
В настоящее время патентный статус спиннеров неясен.

## Популярность

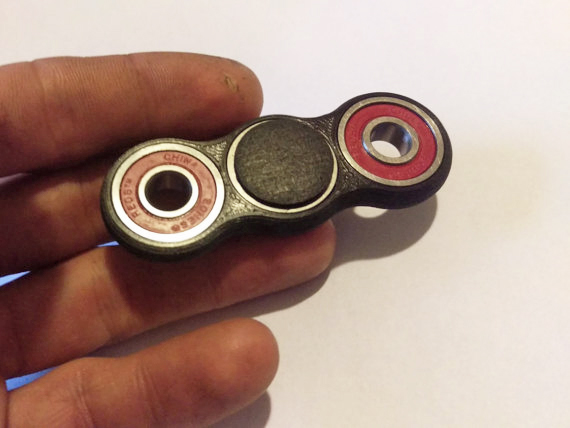
Би-спиннер с двумя лепестками

23 декабря 2016 года Джеймс Плафк из Forbes опубликовал статью, в которой назвал спиннеры «обязательной офисной игрушкой в 2017 году». В конце марта пользователи социальных медиа, таких как YouTube и Reddit, начали загружать видео, в которых они обсуждали и выполняли трюки со спиннерами. The Boston Globe сообщила, что спиннеры «вошли в мейнстрим», а связанная с ними антистрессовая игрушка Fidget Cube также становится популярной. Сообщалось, что несколько продавцов на Etsy создавали и продавали спиннеры со своим собственным дизайном.
По данным журнала Money, популярность спиннеров стала значительно расти в апреле 2017 года, в этом же месяце резко выросло число запросов к Google по фразе «fidget spinner». К 4 мая на Amazon различные модели спиннеров заняли все места в списке 20 самых продающихся игрушек. Многие публикации сходятся во мнении, что популярность на спиннеры быстро сойдёт на нет, некоторые журналисты сравнивали их популярность с ростом увлечения на подбрасывание бутылочки в 2016 году. 27 апреля 2017 года газета «New York Post» написала, что «так называемые фиджет-спиннеры, несложные и недорогие игрушки для снятия стресса, это быстропроходящее увлечение, которое своим масштабом захлестнуло всю страну, и магазины не могут справиться со спросом на них». В мае 2017 спрос на спиннеры был настолько большим, что несколько фабрик в Китае, занимавшихся производством сотовых телефонов и аксессуаров для них, переключились на производство спиннеров. При этом продажи спиннеров уже в августе 2017 года очень упали, а осенью практически сошли на нет.
Выпущенное 16 мая издателем видеоигр Ketchapp приложение, посвящённое спиннерам, за первые две недели достигло 7 миллионов скачиваний.
Гвинет Пэлтроу и Ким Кардашьян также повлияли на популярность игрушки.
Есть гипотеза, что популярность спиннера объясняется теми же причинами, что и многовековая популярность волчка.

### В школах США

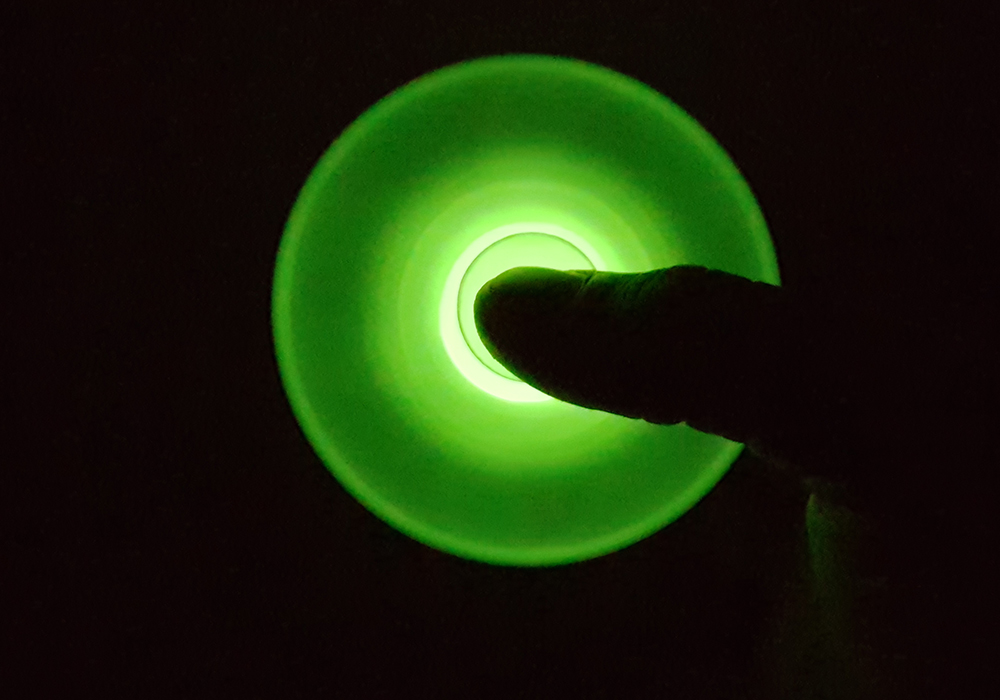
Светящийся спиннер

Быстрый рост популярности спиннеров в 2017 году (в сочетании с рекламируемой пользой для страдающих СДВГ и аутизмом) привёл к тому, что многие дети и подростки начали использовать его в школах. Школы сообщали, что дети также обмениваются и продают спиннеры. Boston Globe приводит слова преподавателя шестого класса из Нью-Хэмпшира: «когда мы вернулись с рождественских каникул, спиннер был всего у пары детей, затем он появился ещё у нескольких, а потом они, несомненно, вошли в моду». В некоторых случаях сообщалось, что спиннеры помогали детям в школе сосредоточиться. Говоря об антистрессовых устройствах в целом, Chicago Tribune пишет: «в настоящее время часто можно увидеть, как дети используют какое-либо антистрессовое или другое устройство, которое помогает им успокоиться и сосредоточиться».

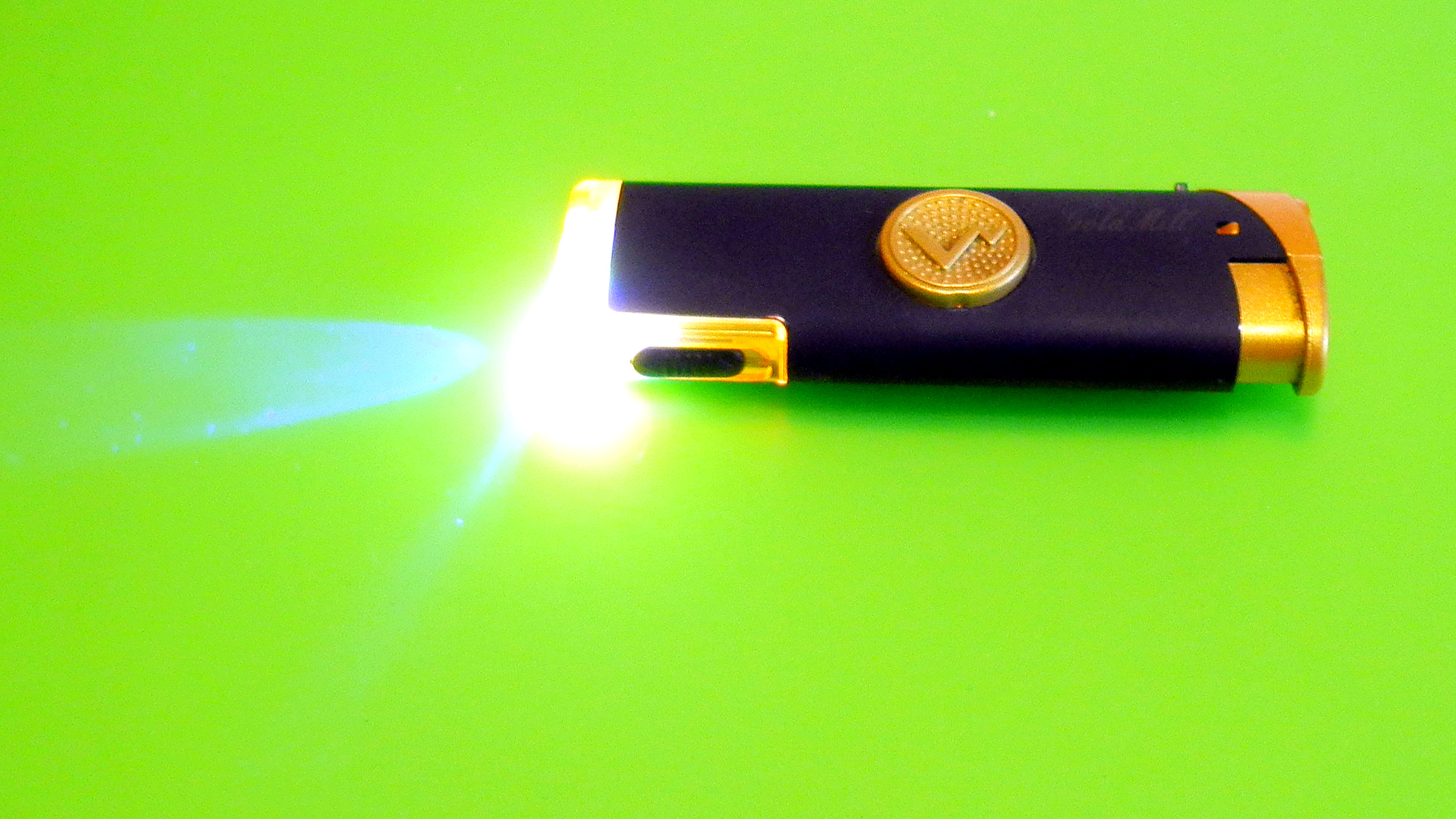
Мультибиспиннер (спиннер, зажигалка и многоцветный фонарик)

В результате постоянного использования спиннеров школьниками многие школьные округа Соединённых Штатов Америки запретили игрушку. Наиболее частая причина запретов, о которой сообщают учителя, это то, что спиннеры отвлекают учащихся от учёбы. Тейлор-Клаус заявил: «дети часто не знают, как правильно использовать антистрессовые устройства, и они переключают на них все внимание, вместо того чтобы держать их на заднем плане», к этому он добавил, что «спиннеры визуально отвлекают, они могут создавать шум, поэтому это не идеальное устройство для классной комнаты. Но запрещать их в школах это, вероятно, все равно, что выплеснуть ребёнка вместе с водой». Иллинойский школьный округ Plainfield District 202 обсуждал возможный запрет на спиннеры; помощник начальника округа по обслуживанию учащихся, Мина Гриффит, заявила: «У нас есть ученики, которые используют спиннеры в качестве средства аккомодации. Этих учеников научили правильно их использовать. Но для некоторых детей они становятся отвлекающим фактором. Для учащихся, которые не имеют инвалидности, это всего лишь игрушка, которая никогда не была разрешена».

## Влияние на здоровье
На фоне роста популярности на спиннеры в 2017 году во многих публикациях обсуждалась их заявленная польза для людей с СДВГ, аутизмом или тревожным расстройством. Как написал журнал Money, спиннеры «изначально создавались и продавались как средство для успокоения, которое можно использовать для того, чтобы оставаться сконцентрированным». Некоторые спиннеры на Amazon рекламировались как «антистрессовые». Хеттингер рассказывала о том, что ей известно о «преподавателе для детей со специальными потребностями, который использовал спиннеры с аутичными детьми, и что они действительно помогали успокоить детей».

### Критика
Джеймс Плафке из Forbes пояснил: «в конечном счёте, [было проведено] недостаточно исследований, которые бы дали понимание, действительно ли спиннеры могут помочь людям с точки зрения психического здоровья». Эксперты придерживаются полярных точек зрения по этому вопросу: одни согласны с пользой спиннеров для людей СДВГ и аутизмом, в то время как другие утверждают, что спиннеры скорее отвлекают, чем помогают сконцентрироваться.
Сообщая о воздействии спиннеров на людей с СДВГ, CNN привела мнение Элейн Тейлор-Клаус, соучредителя ImpactADHD, компании, помогающей детям с нарушениями внимания и их родителям: «для некоторых людей [с СДВГ] существует потребность в постоянной стимуляции. Спиннер помогает некоторым людям — не всем — с СДВГ сосредоточиться на том, на чём они хотят, потому что они создают фоновое движение, которое удовлетворяет эту потребность». U.S. News & World Report приводит мнение двух врачей-эрготерапевтов, опрошенных WTOP-FM, Кэтрин Росс-Келлер и Стивена Посса. По мнению Росс-Келлер, «спиннеры — отличные инструменты для детей, нуждающихся в них, но только когда ребёнок следует основополагающим правилам, установленным педагогом». Посс придерживается более критичного взгляда: «По моему мнению и мнению учителей, с которыми я общался, спиннеры — это только игрушки… Антистрессовые приспособления должны позволять фокусировать внимание на учителе. Спиннеры визуально отвлекают, и я думаю, это их главный недостаток».
В России в июле 2017 года первый заместитель председателя комитета Госдумы по образованию и науке Геннадий Онищенко предложил запретить использование и продажу спиннеров.